# Comtat d'Uppsala
El Comtat d'Uppsala, o Uppsala län és un comtat o län de la costa oriental de Suècia. Fa frontera amb els comtats d'Estocolm, Södermanland, Västmanland, Gävleborg, i amb el Mar Bàltic.

## Municipis

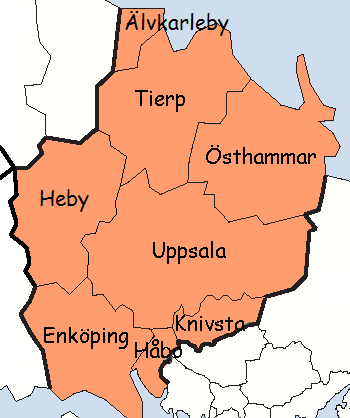
Mapa dels municipis

- Älvkarleby
- Tierp
- Östhammar
- Uppsala
- Enköping
- Håbo
- Knivsta